# Sierra de Neiba
La sierra de Neiba es una formación montañosa ubicada en las provincias Bahoruco, Independencia, Elías Piña y San Juan de la República Dominicana. La sierra posee unos 100km de largo, en sentido noroeste a sureste. Su perfil es muy escarpado, sus laderas poseen inclinaciones máximas del 40%.
Su cumbre más elevada corresponde al Monte Neiba (2279msnm), al que le sigue la cumbre de La Loma Tasajera del Chivito con 2176msnm. Su vegetación se encuentra afectada por procesos de deforestación.
En la sierra de Neiba hay varios sitios arqueológicos de la época precolombina, incluido el sitio Las Caritas en Postrer Río, cerca del lago Enriquillo.

## Flora y fauna
Una de sus características es el difícil acceso debido a la existencia de terrazas y a lo débil de los suelos. Tiene el bosque nuboso más grande de las Antillas y el Caribe y los bosques de frondosas a mayor altitud.
El interés científico es invaluable para la historia natural de muchas especies de flora y fauna no identificadas. Entre esta gran diversidad de vida se encuentran especies especiales, como dos ranas (Eleutherodactylus notidodes y E. parabates) y una lagartija (Anolis placidus) que son nativas de esta zona. En el parque nacional se encuentran bosques secos, selvas tropicales y las reservas de caoba más grandes del país.